# Fonetiek
De fonetiek of fonetica is het onderdeel van de taalkunde dat zich bezighoudt met de bestudering van de fysiologische, natuurkundige en waarneembare aspecten van spraak. Ze is een zusterdiscipline van de fonologie, die zich primair richt op de vorming en functie van spraakklanken in het taalsysteem.

## Deelgebieden
Binnen de fonetiek onderscheidt men onder meer:
- articulatorische fonetiek
- akoestische fonetiek
- auditieve fonetiek

In de articulatorische fonetiek bestudeert men de productie van spraakklanken door de spraakorganen (longen, stembanden, kaak, tong enz). De fysische eigenschappen van spraak worden in de akoestische fonetiek bestudeerd. De waarneming van spraakgeluiden wordt bestudeerd in de auditieve fonetiek.
Deze drie deelgebieden van de fonetiek zijn nauw met elkaar verbonden, omdat de menselijke productie en perceptie van spraak met elkaar in verband staan.

## Transcriptie
Systemen voor een fonetisch alfabet zijn gericht op de nauwkeurige transcriptie van elk opeenvolgend spraakgeluid. Het bekendste voorbeeld van een fonetisch alfabet is het Internationaal Fonetisch Alfabet (IPA).

## Gebarentaal
In het onderzoek naar gebarentalen wordt de term fonetiek ook gebruikt voor de verschillende aspecten van gebaren.
Iedere keer wanneer een gebaar wordt gevormd, ziet het er anders uit: de uitspraak of fonetische vorm is variabel.